# Jean de Lannel
Jean de Lannel, sieur du Chaintreau et du Chambort, né au XVIe siècle à Gap et mort après 1630, est un historien et romancier français.

## Biographie
Élevé par les soins de son oncle, Jean de Hillerin, conseiller d’État, trésorier de France, maitre d’hôtel de sa majesté, trésorier de France et général de ses finances à Poitiers, qui lui procura une excellente éducation. Lannel demeura huit ans chez les Jésuites chez qui il fut mis pour y faire ses études. Ensuite après avoir étudié le droit pendant deux années, il fut attaché à la personne du maréchal de Cossé de Brissac. Après la mort de ce dernier, survenue le 31 décembre 1563, il passa au service du duc de Lorraine, auprès duquel il avait trouvé un appui en la personne de Louis de Lorraine, fils naturel du cardinal de Guise, tué à Blois et qui, devenu le beau-frère du duc, avait été créé prince de Phalsbourg. Ce dernier, qui habitait souvent Paris, avait formé dans son hôtel une espèce d’Académie où il réunissait quelques beaux esprits du siècle au nombre desquels figurait Jean de Lannel.
Lannel avait recueilli les discours du maréchal de Brissac et ceux de plusieurs autres. Il en en retoucha le style et les fit imprimer sous ce titre de Recueil de plusieurs harangues, remontrances, discours et avis d’affaires d’état, de quelques officiers de la couronne, et d’autres grands personnages (Paris, veuve d’Abraham Pacard, 1622, in-8°). Outre vingt harangues du maréchal, ce recueil contient encore trois harangues du maréchal de Bois-Dauphin quelques discours et lettres de Villeroy, son apologie, et plusieurs autres pièces servant à l’Histoire de la Ligue.
Lannel est surtout connu pour son Romant satirique (1624), où il essaie de présenter le tableau des désordres et de la corruption qui régnaient en France au commencement du règne de Louis XIII. Cet ouvrage eut du succès parce qu’il mettait en scène, sous des noms supposés, des personnages contemporains. Dans une seconde édition, Lannel imposa de nouveaux noms à ses personnages et transporta le lieu de la scène de la Galatie dans les Indes, et le titre du livre devint le Roman des Indes (1625). Le talent de narration de ce roman plein de mouvement, de caractères, de situations piquantes et d’imagination attache le lecteur qui devrait être rebuté par l’invraisemblance ou la bizarrerie des situations mais un défaut grave tient au peu d’intérêt qu’inspire le héros du roman. Nouvel Amadis, il s’escrime d’estoc et de taille contre tous venants, et sort vainqueur des luttes les plus périlleuses. Parmi tant d’exploits, il en est d’une nature bien extraordinaire. Déguisé sous les habits de l’autre sexe, il partage la couche de plusieurs femmes charmantes qu’il aime, et qui sortent de ces épreuves aussi pures qu’auparavant.

## Œuvres
- Le Roman satyrique, Paris, Tovssainct dv Bray, 1624 (lire en ligne).
- Le Roman des Indes, Paris, Tovssainct dv Bray, 1625 (lire en ligne).
- Histoire de Don Jean Devxiesme, roy de Castille. Recueillie de diuers autheurs, Paris, Tovssainct dv Bray, 1621.Cette histoire a été également attribuée au cardinal de Richelieu qui, pour faire ressortir le danger que les princes pouvaient courir en se livrant à des favoris aurait tracé le tableau de l’élévation et de la chute d’Alvarez de Luna, connétable de Castille, de manière à provoquer toute comparaison avec la haute fortune de du connétable de Luynes, en France, mais cette conjecture de Claude Joly et de Le Laboureur n’a pas été accueillie.
- Histoire de la vie et de la mort d’Arthémise [Céleste Forget, née de Maillé], vrai modèle pour apprendre à bien vivre et à bien mourir, ensemble un discours consolatoire sur la mort, grandement utile pour faire haïr les vanités de la vie humaine, Paris, M. Gobert, 1623.
- La Deffaite des envieux, Paris, P. Rocolet, 1621.
- La Vie de Godefroy de Bouillon, duc de Lorraine et premier Roy Chretien de Ierusalem.
- Lettres de M. de Lannel, Paris, T. Du Bray, 1625.Lettres curieuses pour la connaissance du temps où vivait leur auteur.
- Recueil de plusieurs harangues, remonstrances, discours et advis d’affaires d’estat de quelques officiers de la Couronne et d'autres grands personnages, Paris, Pacard, 1622.On trouve dans cette collection, qui comprend des pièces datées de 1453 à 1615, vingt harangues du maréchal de Brissac, des discours et des lettres de Villeroy, l’arrêt rendu contre Jacques Cœur, un discours des obsèques et de l’enterrement de Charles IX, roi de France, lequel a été tiré séparément, etc.
- Le Lis de chasteté, Paris, D. Moreau, 1625.

## Sources
- Ferdinand Hoefer, Nouvelle Biographie générale, t. 29, Paris, Firmin-Didot, 1855, p. 469.
- Louis Moréri, Claude-Pierre Goujet et Étienne-François Drouet, Le Grand Dictionnaire historique : ou le mélange curieux de l’histoire sacrée et profane, Paris, chez Le Mercier, 1759, 544 p. (lire en ligne), p. 144
- Gustave Vapereau, Dictionnaire universel des littératures, Paris, Hachette, 1876, p. 1187.